# Moritz Epple

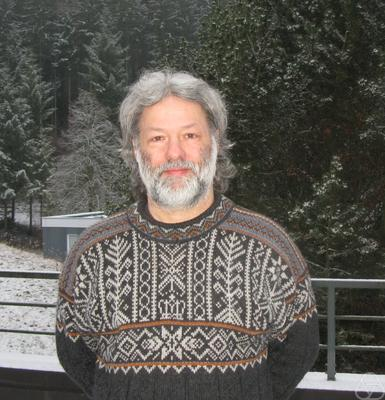
Moritz Epple in Oberwolfach, 2010

Moritz Epple (* 7. Mai 1960 in Stuttgart) ist ein deutscher Mathematik- und Wissenschaftshistoriker.

## Leben
Moritz Epple studierte als Stipendiat der Studienstiftung des deutschen Volkes Mathematik, Philosophie und Physik an der Universität Tübingen, wo er 1987 – nach Studienaufenthalten in Kopenhagen und London – sein Physik-Diplom machte und 1991 in mathematischer Physik promoviert wurde. Danach war er Assistent für Geschichte der Mathematik und Naturwissenschaften an der Universität Mainz, wo er sich 1998 habilitierte. Von 2001 bis 2003 war er Leiter der Abteilung für Geschichte der Naturwissenschaften und Technik an der Universität Stuttgart. Seit 2003 ist er Professor an der Universität Frankfurt und Leiter der Arbeitsgruppe für moderne Wissenschaftsgeschichte am dortigen Historischen Seminar. Er war zu Gastaufenthalten u. a. am Dibner Institute for the History of Sciences and Technology des Massachusetts Institute of Technology (MIT) und am Max-Planck-Institut für Wissenschaftsgeschichte in Berlin.
Seine Habilitationsschrift über die Geschichte der Knotentheorie erschien 1999 („Die Entstehung der Knotentheorie – Kontexte und Konstruktionen einer modernen mathematischen Theorie“, er schrieb auch den Beitrag über Knotentheorie in Ioan James (Hrsg.) „History of Topology“). Weiter beschäftigte er sich unter anderem mit der Geschichte der Grundlagenforschung zur Analysis (Beitrag „Geschichte der Grundlagen der Analysis 1860 – 1930“ in Jahnke (Hrsg.) „Geschichte der Analysis“ 1999) etwa bei Luitzen Egbertus Jan Brouwer und mathematischer angewandter Forschung in Deutschland im Zweiten Weltkrieg. Weitere Arbeitsgebiete sind die erkenntniskritischen Arbeiten Felix Hausdorffs, jüdische Mathematiker in der deutschsprachigen akademischen Kultur und die philosophischen Schriften von Jean D’Alembert.
2000 bis 2001 war er Heisenberg-Stipendiat. Er war Vorstandsmitglied in der Deutschen Gesellschaft für Geschichte der Medizin, Naturwissenschaft und Technik und Mitherausgeber von NTM (Zeitschrift für Geschichte der Wissenschaften, Technik und Medizin). Von 2013 bis 2022 war er Mitherausgeber der Zeitschrift Science in Context. Er war Invited Speaker auf dem Internationalen Mathematikerkongress (ICM) in Peking 2002 („From Quaternions to cosmology – spaces of constant curvature 1873–1925“). Im Jahr 2015 erhielt Epple mit seinem Frankfurter Team den Medienpreis der Deutschen Mathematiker-Vereinigung für die Ausstellung Transcending Tradition. Am 26. November 2016 wurde Moritz Epple zum Mitglied (Matrikel-Nr. 7715) der Leopoldina gewählt.

## Schriften (Auswahl)
- Die Entstehung der Knotentheorie: Kontexte und Konstruktionen einer modernen mathematischen Theorie. Vieweg: Wiesbaden, 1999, ISBN 978-3-322-80296-5, doi:10.1007/978-3-322-80295-8
- Genies, Ideen, Institutionen, mathematische Werkstätten. Formen der Mathematikgeschichte, Mathematische Semesterberichte Bd. 47, 2000. S. 131–163.
- Rechnen, Messen, Führen. Kriegsforschung am Kaiser-Wilhelm-Institut für Strömungsforschung, 1937–1945, in: Helmut Maier (Hg.): Rüstungsforschung im Nationalsozialismus: Organisation, Mobilisierung und Entgrenzung der Technikwissenschaften. Wallstein: Göttingen, 2002, S. 305–356.
- From Quaternions to Cosmology: Spaces of Constant Curvature, ca. 1873–1925, in: Proceedings of the International Congress of Mathematicians, Beijing 2002, Vol. III: Invited Lectures, S. 935–945.
- Knot invariants in Vienna and Princeton during the 1920s: Epistemic Configurations of Mathematical Research, Science in Context 17 (2004), S. 131–164.
- Orbits of asteroids, a braid and the first link invariant, Mathematical Intelligencer, 1998, Nr. 1, S. 48
- Felix Hausdorff's Considered Empiricism, in: José Ferreiros, Jeremy J. Gray (Hg.): The Architecture of Modern Mathematics: Essays in History and Philosophy. Oxford University Press: Oxford, 2006, S. 263–289.
- Jüdische Mathematiker in der deutschsprachigen akademischen Kultur. Hg. von Moritz Epple und Birgit Bergmann. Springer: Heidelberg, 2008, doi:10.1007/978-3-540-69252-2.
  - Englische Ausgabe: Bergmann, Epple, Ruti Ungar (Herausgeber) Transcending Tradition: Jewish Mathematicians in German-Speaking Academic Culture, Springer: Heidelberg, 2012, doi:10.1007/978-3-642-22464-5
- als Herausgeber mit Claus Zittel: Science as Cultural Practice. Vol 1: Cultures and Politics of Research from the Early Modern Period to the Age of Extremes. Akademie Verlag: Berlin, 2010, ISBN 978-3-05-004407-1.
- Between Timelessness and Historiality: On the Dynamics of the Epistemic Objects of Mathematics, Isis 102 (2011), S. 481–493.
- als Herausgeber mit Johannes Fried, Raphael Gross und Janus Gudian: „Politisierung der Wissenschaft.“ Jüdische Wissenschaftler und ihrer Gegner an der Universität Frankfurt am Main vor und nach 1933. Wallstein: Göttingen, 2016, ISBN 978-3-8353-1438-2.
- als Herausgeber mit Annette Imhausen und Falk Müller: Weak Knowledge: Forms, Functions, and Dynamics. Campus: Frankfurt/Main 2020, ISBN 978-3-593-50977-8.
- Felix Hausdorffs Erkenntniskritik von Zeit und Raum, in: Felix Hausdorff: Gesammelte Werke, Band VI: Geometrie, Raum und Zeit. Hg. von Moritz Epple. Springer: Heidelberg, 2020, S. 1–207.